# 大雪ダム
大雪ダム（たいせつダム）は、北海道上川郡上川町層雲峡大学平地先、一級河川・石狩川本川最上流部に建設されたダムである。
国土交通省北海道開発局が管理する特定多目的ダムで、日本第三の規模にして北海道最大の大河である石狩川の本流に建設された河川法上のダムとしては唯一の存在である。石狩川の治水及び旭川市などの水がめとして建設された。堤高は86.5mで型式は中央土質遮水壁型ロックフィルダム。ダムによって出現した人造湖は大雪湖（たいせつこ）と呼ばれ、大雪山国立公園内に位置している。

## 沿革
石狩川総合開発計画は1947年（昭和22年）の桂沢ダム（幾春別川）建設より始まり、その後芦別ダム（芦別川）・金山ダム（空知川）等主要な支流に多目的ダムが相次いで建設されるようになった。だがその後も洪水による被害は続き、1954年（昭和29年）の台風15号では上川盆地に流倒木による甚大な被害をもたらしていた。
この頃、石狩川では北海道電力（北電）によって層雲峡を中心に水力発電開発が進められており、その中で、1960年代初頭には大規模な水力発電所の建設が計画されていた。戦後急激な発展を始めた北海道の電力事情は芳しいものではなく、安定した電力供給は北海道経済発展の要であった。このため北電は雨竜発電所に続く大規模ダム式発電所として上川町に「（旧）大雪ダム」を計画する。型式は当時施工が盛んに行われ出した中空重力式コンクリートダムとして計画され当初は堤高110.0m、有効貯水容量は124,000,000トンと当初から全国屈指の発電用ダムであった。だが、課題である治水の他篠津地域泥炭地開発事業など盛んに推進されていた農地開墾の水源としても石狩川は重要であり、両者を管轄する北海道開発局は治水とかんがい目的での事業参画に乗り出した。
北海道開発局の事業参画で「（旧）大雪ダム」計画は再検討され、結果1964年（昭和39年）には堤高118.2m、有効貯水容量141,000,000トン（現ダムの約2.5倍の容量）という北海道最大級のダム計画になった。名称もこの折には「石狩ダム」と改め、北海道電力としては当時最大のプロジェクトだった。ところが1961年（昭和36年）・1962年（昭和37年）と二年連続で流域を襲った集中豪雨は1953年（昭和28年）に策定された「石狩川改修全体計画」で計画した洪水流量（計画高水流量）にほぼ匹敵する洪水となり、流域では堤防決壊による浸水被害など大きな被害を受けた。こうしたことから石狩川の洪水流量の改訂が必要となり、増えた分をダムでカットすることが求められた。また、旭川市や上川盆地では農地拡大によるかんがい用水の不足に加えて人口の急増に伴う上水道供給の不足が顕在化し、新規の水資源開発まで求められるようになった。
こうした経緯から1965年（昭和40年）、石狩川水系が一級水系に指定されたのを機に策定された「石狩川水系工事実施基本計画」によって、石狩川本川への多目的ダム建設が治水・利水の両面から重要視された。そして北電が事業主体として計画していた「石狩ダム」計画は石狩川総合開発計画の要であることから、建設大臣が施工・管理を一貫して行う特定多目的ダム事業として計画を大幅に変更し、事業主体を北海道開発局（実質は建設省）へと移行させた。この時点で北電の「石狩ダム」計画は事実上中止となり、名称も大雪ダムとされた。
以上の変遷を経て、1965年より「石狩川総合開発事業」が決定され、大雪ダムはその中心事業として建設に着手することとなった。なお、北電は電気事業者として、発電事業にそのまま参画した。

## 目的
ダムの規模や型式については再度検討が行われ、北電が計画した当初の中空重力式コンクリートダムはロックフィルダムへと変更された。背景には中空重力式は複雑な工程が求められるため材料費や人件費などの建設コストが割高になることが建設当時には知られるようになり、反面ロックフィルダムは技術的ノウハウが蓄積されてきたことに加えコンクリートダムでは建設に難のある地点でも建設が可能、さらに中空重力式より建設コストが安価であったことが考えられる。規模についても治水及び利水に必要な貯水容量を算出し、「石狩ダム」計画に比べ規模を半分程度に抑えた。ダム地点は層雲峡の名所「大函」の直上流部で大雪山系に抱かれた場所であり、人家が皆無であったことで水没補償は山林補償だけであった。ダムは計画発表より10年の歳月を掛け1975年（昭和50年）に完成した。
目的は石狩川本川の洪水調節、流域の慣行水利権者が保有する農業用水取水量を維持する不特定利水、旭川市など流域新規開墾農地に対するかんがい用水供給、旭川市への上水道供給、そして長年ダム計画に携わった北海道電力による水力発電である。多目的ダムとしては用途が比較的広範囲に亘る。
治水については、ダム地点において「石狩川水系工事実施基本計画」で定められた計画高水流量・毎秒1,000トンのうち毎秒900トンをダム湖で貯水しカットさせ、下流には毎秒100トンだけを放流する。これに堤防などの治水対策を組み合わせることで旭川市旭橋地点における計画高水流量・毎秒2,950トンを毎秒2,500トンに低減（毎秒450トンのカット）させる。また、流域の慣行水利権分の用水補給については、毎秒57.28トンを安定して放流することで、下流における農業用水の取水量を維持させる。
利水については、旭川市および上川郡上川町・愛別町・当麻町・比布町の1市4町内にある新規開墾農地17,800haに対して年計で2千70万トンのかんがい用水を新規に供給する。また上水道については旭川市へ日量100,000トンを供給。そして水力発電は半地下の大雪発電所をダム直下に建設し、ダム水路式発電所として認可出力20,000kWの発電を行う。北電は大雪発電所の他直下流に建設した層雲峡ダムを始め真勲別ダム、古川ダム、安足間ダム、愛別ダム（狩布川にあるダムとは別）など六箇所の取水堰堤（何れも堤高15m以下なのでダムとしては扱われない。詳細は河川法参照）と水力発電所で発電を行い、合計で87,800kWの電力を札幌市などの北海道主要部へ供給する。
ダム完成後旭川市までの治水は保たれたが、1981年（昭和56年）の大水害はそれより下流部において甚大な被害をもたらした。また旭川市はダム完成後もさらに人口が増加し建設当時の予測を上回っていた。このためより確実な石狩川総合開発が求められ、2007年（平成19年）には上流部最大の支流である忠別川に忠別ダムが建設された。現在はこの二つのダムに加え北海道建設部が管理する補助多目的ダム・愛別ダム（狩布川。重力式コンクリートダム・39.0m。1986年完成）があり、三ダムは旭川市の水がめとして、また石狩川上流部の治水に貢献している。

## 大雪湖

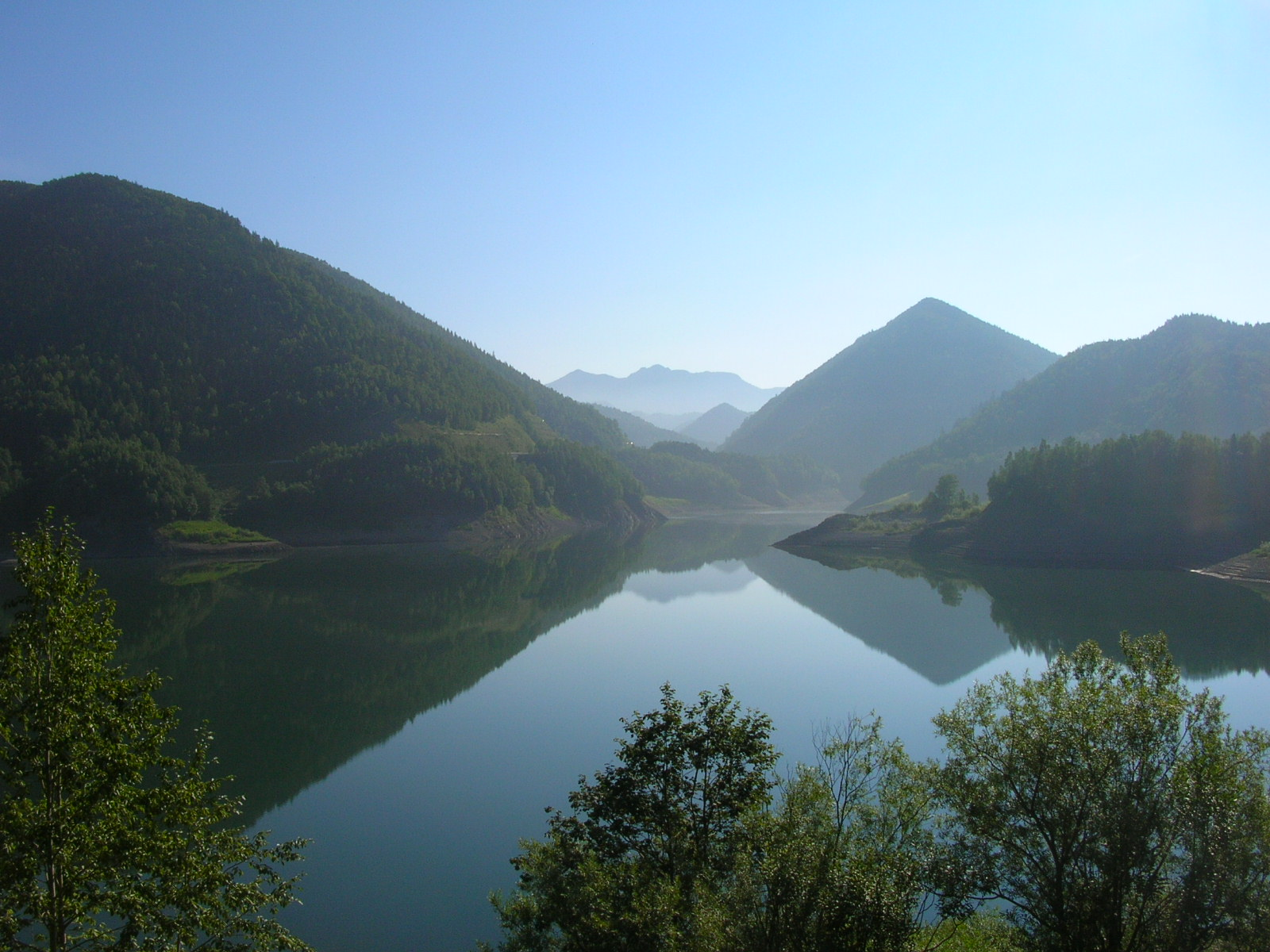
大雪湖

ダムは旭川市中心部から約70km上流に位置し、大雪山国立公園内にある。左岸部に大雪山が聳える事から、ダム湖の名前も「大雪湖」である。因みに大雪山国立公園にある湖は然別湖を除き人造湖である。下流には名勝・層雲峡があり、大函・小函や銀河の滝・流星の滝等を始め奇岩・絶景が連続し、層雲峡温泉と併せて観光客が多い。大雪湖はアメマスやオショロコマ、ニジマス釣りのメッカとして多くの釣り客が釣り糸を垂らす。ただし、ヒグマには要注意である。
ダム地点は国道が分岐しており、直進する国道39号を進むと「北海道の屋根」と呼ばれ歌にもなった石北峠があり、峠を越えると温根湯温泉（北見市留辺蘂町）方面へ至る。一方、ダム天端を通過する国道273号は三国峠を越えると十勝支庁に入り、途中、糠平湖（糠平ダム）、ぬかびら温泉を経て帯広市方面へ至る。峠通過後の原生林の壮大な景色は、見る者を惹きつける。
なお、このダムの近くの国道273号沿いには国土交通省の大雪道路情報ターミナルが建っており、同ターミナルの2階には、「大雪プラザ273」という展示施設も併設されている。